# Nias
Die Insel Nias (indonesisch Pulau Nias, Nias-Sprache: Tanö Niha) gehört zu Indonesien und liegt 125 km vor der Westküste Sumatras Indischen Ozean, etwas nördlich des Äquators.

## Geografie
Die Insel ist etwa 125 Kilometer lang und 40 Kilometer breit. Administrativ gehört sie zur Provinz Sumatra Utara. Im Süden liegen die Batu-Inseln, im Norden Simeuluë und die Banyak-Inseln. Westlich von Nias liegen die Hinako-Inseln. Nias ist vulkanischen Ursprungs, 5345 km² groß und hat über 900.000 Einwohner.
Der Hauptort Gunungsitoli beherbergt Mitte 2023 137.732 Einwohner und ist das Inselzentrum für Verwaltung und Wirtschaft.

### Administrative Gliederung
Nias unterteilt sich in fünf Verwaltungseinheiten, vier Regierungsbezirke (Kabupaten) und eine kreisfreie Stadt (Kota).
| PUM- Code | Kabupaten            | Verwaltungssitz | Realwerte zum Jahresende 2022 | Realwerte zum Jahresende 2022 | Realwerte zum Jahresende 2022 | Werte von Mitte 2023 | Werte von Mitte 2023 | Anteil 2022 (in %) | Anteil 2022 (in %) |
| PUM- Code | Kabupaten            | Verwaltungssitz | Fläche                        | Einwohner                     | Dichte                        | Fläche               | Einwohner            | Fläche             | Einwohner          |
| --------- | -------------------- | --------------- | ----------------------------- | ----------------------------- | ----------------------------- | -------------------- | -------------------- | ------------------ | ------------------ |
| 12.049    | Nias                 | Gido            | 771,47                        | 145.960                       | 189,2                         | 902,39               | 146.550              | 14,44              | 16,19              |
| 12.149    | Nias Selatan         | Teluk Dalam     | 2.555,32                      | 368.119                       | 144,1                         | 2.531,70             | 368.484              | 47,83              | 40,83              |
| 12.249    | Nias Utara           | Lotu            | 1.297,75                      | 152.860                       | 117,8                         | 1.238,06             | 153.178              | 24,29              | 16,95              |
| 12.259    | Nias Barat           | Lahomi          | 582,91                        | 97.139                        | 166,6                         | 464,22               | 97.633               | 10,91              | 10,77              |
| 12.789    | Kota Gunungsitoli000 |                 | 135,14                        | 137.518                       | 1.017,6                       | 208,68               | 137.732              | 2,53               | 15,25              |
|           | Insel Nias           |                 | 5.342,59                      | 901.596                       | 168,8                         | 5.345,05             | 903.577              | 100                | 100                |

* zu Nias Selatan gehört die südlich von Nias liegende Inselgruppe der Batu-Inseln.

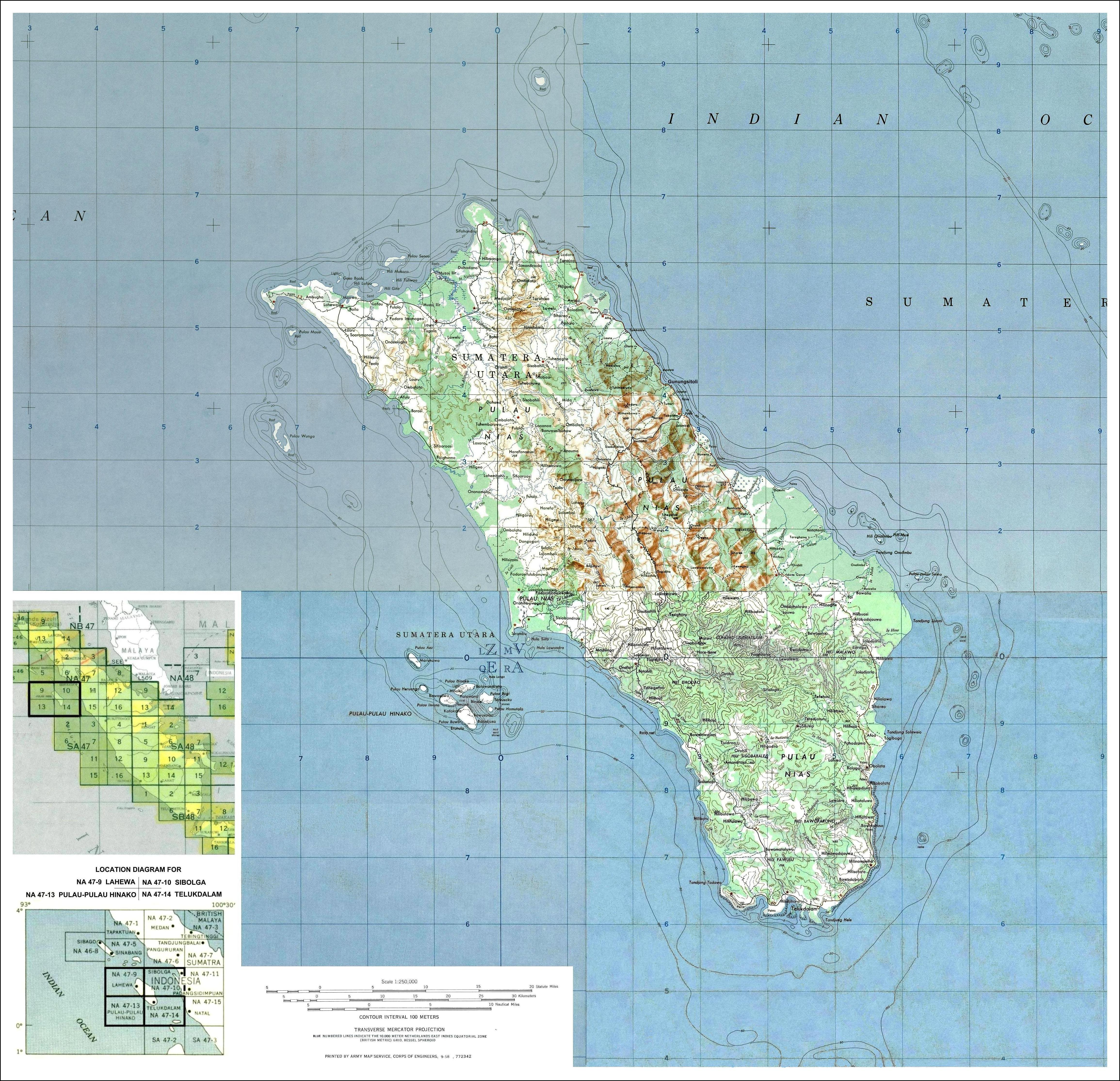
Nias, M 1:250.000

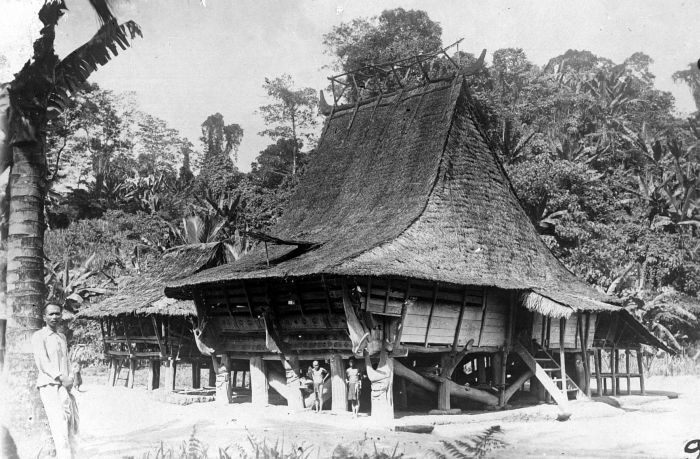
Pfahlbau auf Nias (1905/35)

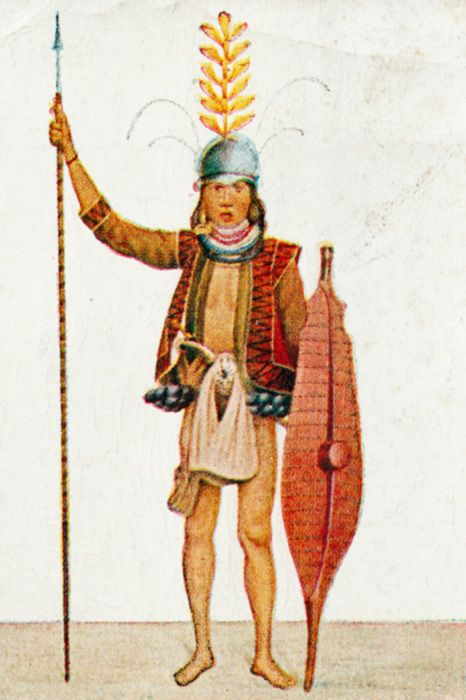
Krieger von Nias

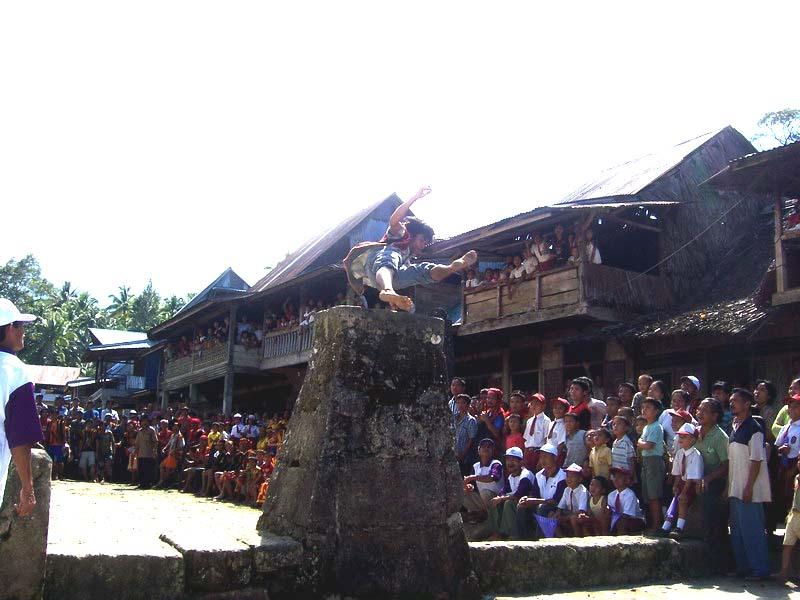
Fest auf Nias (2009)

## Geschichte

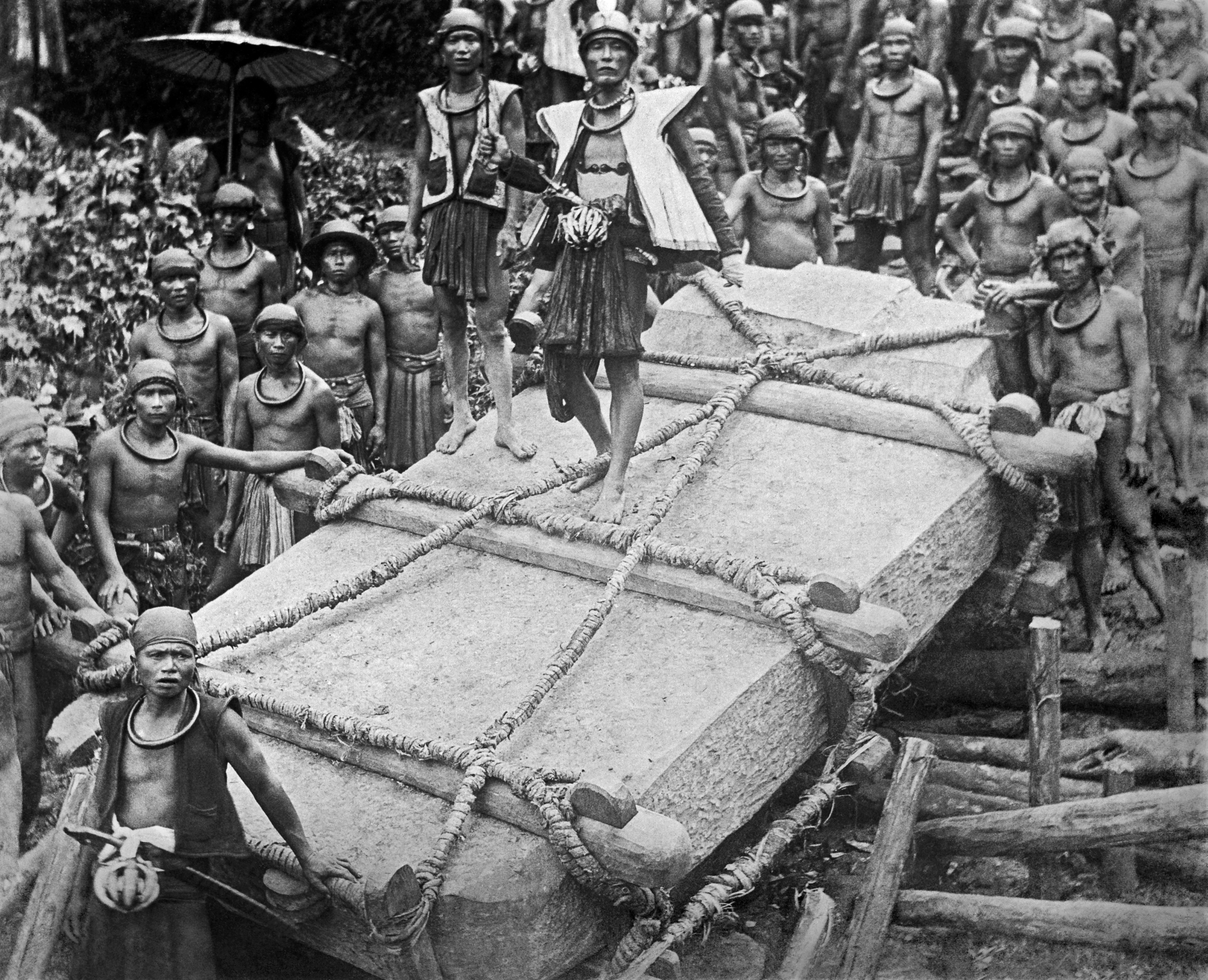
Einheimische in Bawömataluo auf Nias im Jahre 1915. Es hat drei Tage gedauert, bis dieser Megalith aufgestellt war.

1669 begannen die Holländer mit dem Handel auf dieser Insel. Von einer alten Megalithkultur zeugen noch Steinsäulen und Steinsärge.
Im 19. Jahrhundert wurden viele Niasser versklavt. Französische Priester kamen erstmals Mitte des 19. Jahrhunderts auf die Insel, um ihre Bewohner zum Katholizismus zu bekehren, was aber scheiterte, da mehrere Priester einem Giftanschlag zum Opfer fielen.
Deutsche Missionare der Rheinischen Missionsgesellschaft in Wuppertal waren die nächsten, die sich 1865 auf die Insel trauten. Sie hatten mehr Erfolg. Heinrich Sundermann aus Ladbergen im Tecklenburger Land bei Osnabrück war seit 1875 als Missionar der Rheinischen Missionsgesellschaft auf Nias. Er verbrachte 35 Jahre auf Nias und beschäftigte sich intensiv mit der Erforschung der niassischen Sprache. Bis 1939 waren rund 80 % der Niasser protestantisch. Viele Niasser gaben ihre ethnoreligiösen Traditionen wie die Kopfjagd und den Ahnenkult nach der Christianisierung auf. Aber in den Erzählungen werden zahlreiche Mythen und Geschichten weitergegeben.

### Verwaltungsgeschichte
Durch das Gesetz Nr. 7 wurden 1956 in der Provinz Sumatra Utara 17 Regierungsbezirke (indonesisch Kabupaten) gebildet, darunter auch Nias mit der damaligen Hauptstadt Gunungsitoli. 2003 wurde zunächst im Süden der Kabupaten Nias Selatan (mit 8 Kecamatan) abgetrennt (Gesetz Nr. 9/2003). Durch die Regierungsgesetze Nr. 45 bis 47 folgten im Jahr 2008 die zwei neu gebildeten Regierungsbezirke Nias Utara (mit 11 Kecamatan) und Nias Barat (mit 8 Kecamatan), schließlich die autonome Stadt (indonesisch Kota) Gunungsitoli (aus 6 Kecamatan gebildet). Die ursprüngliche Unterteilung in insgesamt 70 Distrikte (indonesisch Kecamatan) und 101 Dörfer (98 Desa und 3 Kelurahan) blieb bis heute unverändert.

### Besondere Ereignisse
1942 retteten sich 65 Überlebende nach der Versenkung der Van Imhoff auf die Insel.
Durch den Tsunami am 26. Dezember 2004, der durch ein starkes Erdbeben der Stärke 9,1 etwas nördlich der Insel ausgelöst wurde, starben auf der Insel mehr als 300 Personen.
Durch ein weiteres großes Erdbeben am 28. März 2005 der Stärke 8,7 mit anschließenden vier Meter hohen Tsunamiwellen starben mehr als 600 Menschen, über 3000 wurden verletzt. Im Hauptort Gunungsitoli wurden bis zu 80 % der Gebäude zerstört. Auch der Flughafen von Gunungsitoli wurde schwer beschädigt.
Aus Deutschland kamen aus der „Hilfspartnerstadt“ Münster und Umland bis zum August 2005 über 650.000 Euro an Spenden auf die Insel. In Ludwigsburg bildete sich nach der Tsunamikatastrophe eine Initiative, „Hilfe für Nias“, die vom Diakonischen Werk Ludwigsburg, der Caritas und dem Landkreis gemeinsam getragen wurde. Koordinator dieser Hilfe war der Leiter des Diakonischen Werks Ludwigsburg, Diakon Horst Krank, der mit seiner Familie von 1971 bis 1976 als ökumenischer Mitarbeiter der einheimischen protestantischen Kirche auf Nias gelebt und gearbeitet hatte. Bis Dezember 2006 kamen über 225.000 Euro an Spendenmitteln zusammen.

## Bevölkerung
Die Bevölkerung besteht überwiegend aus den indigenen Niassern, die seit mehr als tausend Jahren auf der Insel leben. Ihre Sprache (niassisch Li Niha) gehört zur großen austronesischen Sprachenfamilie, die am nächsten verwandten Sprachen sind das Mentawai und die Bataksprachen in Nordsumatra. Die Niasser waren als Kopfjäger in Südostasien bekannt und gefürchtet und wurden von den Europäern und Malaien lange Zeit gemieden. Zur Jahresmitte 2023 leben 903.577 Personen auf der Insel. Davon sind 455.887 Frauen (50,45 %) und 447.690 Männer, auf 100 Frauen kommen somit 98,2 Männer. Außer im Bezirk Nias Selatan ist somit überall ein Frauenüberschuss vorhanden. Zur Volkszählung 2020 wurden noch 880.488 Einwohner gezählt, Ende 2022 waren es 901.596.
Die vorherrschende Religion auf der Insel ist das Christentum. Zum Jahresende 2022 gab es auf der Insel 39.830 Muslime (4,42 %), 140.882 Katholiken (15,63 %), 720.507 Protestanten sowie 319 Buddhisten. Die meisten Islamisten lebten in der Kota Gunungsitoli, der Anteil der Christen war am höchsten im Kecamatan Nias (98,86 %).
Die eingewanderten Batak und Chinesen sind zum großen Teil Christen. Muslime sind die Javaner, Achinesen und Minangkabau, die weniger als 15 % der Bevölkerung von Nias ausmachen.